# Mukono
Mukono is de hoofdplaats van het district Mukono in Centraal-Oeganda.
Mukono telde in 2024 bij de volkstelling 305.945 inwoners. De stad ligt zo'n 25 kilometer ten westen van de Oegandese hoofdstad Kampala.
In Mukono bevindt zich de hoofdvestiging van de Uganda Christian University.
Op 26 januari 2011 werd de activist voor homorechten David Kato vermoord in zijn huis in Mukono.

## Bekende inwoners
- Halimah Nakaayi (1994), atlete